# Portret księżniczki (obraz Pisanella)
Portret księżniczki, znany również jako Portret księżniczki z domu d’Este – obraz włoskiego, późno-gotyckiego mistrza Pisanello, namalowany między 1435 a 1449. Obecnie jest wystawiony w Luwrze.
Pisanello namalował obraz podczas pobytu w Ferrarze w gościnie u rodziny d’Este. Artysta wykonał również wtedy portret oraz ozdobny medal markiza Leonella d’Este.

## Opis
Postać młodej kobiety jest ukazana z lewego profilu. W tle znajdują się liczne kwiaty orlików oraz motyle.
Osoba na portrecie została zidentyfikowana jako Ginevra d'Este. Na jej ramieniu znajduje się gałązka jałowca – w języku włoskim ginepro. Na rękawie widnieje waza – emblemat rodziny d’Este.
Ginevra d’Este była żoną kondotiera i pana Rimini – Sigismondo Pandolfo Malatesty. Została przez niego zabita po tym, jak mąż odkrył jej niewierność. Obecność jałowca, symbolu małżeństwa, ale również i śmierci, prowadzi do hipotezy, że obraz został ukończony już po jej śmierci w 1440.